# Copa Panamericana de Voleibol Femenino Sub-18 de 2017
La Copa Panamericana de Voleibol Femenino Sub-18 de 2017 fue la IV edición del torneo de selecciones femeninas de voleibol categoría sub-18 más importante de América pertenecientes a la NORCECA y a la Confederación Sudamericana de Voleibol (CSV), se llevó a cabo del 28 de marzo al 3 de abril de 2017 en la ciudad de La Habana, Cuba.
El torneo otorgó tres cupos al Campeonato Mundial de Voleibol Femenino Sub-18 de 2017 a disputarse en Argentinaː dos a las mejores selecciones afiliadas a NORCECA, y el restante a la mejor selección de la CSV. Las selecciones de Argentina (sede) y la República Dominicana (torneo continental NORCECA) ya están clasificados al mundial.

## Resultados

### Fase preliminar
– Clasificados a las semifinales. 
     – Clasificados a los cuartos de final.
     – Pasan a disputar la clasificación del 7.° al 10.° lugar.

### Grupo A
| Pos. | Equipo      | Partidos | Partidos | Partidos | Pts. | Sets | Sets | Sets  | Puntos | Puntos | Puntos |
| Pos. | Equipo      | PJ       | PG       | PP       | Pts. | SG   | SP   | Ratio | PG     | PP     | Ratio  |
| ---- | ----------- | -------- | -------- | -------- | ---- | ---- | ---- | ----- | ------ | ------ | ------ |
| 1    | Argentina   | 2        | 2        | 0        | 9    | 176  | 123  | 1.431 | 6      | 1      | 6.000  |
| 2    | Chile       | 2        | 1        | 1        | 4    | 197  | 201  | 0.980 | 4      | 5      | 0.800  |
| 3    | Puerto Rico | 2        | 0        | 2        | 0    | 136  | 185  | 0.735 | 2      | 6      | 0.333  |

| Fecha       | Hora  | Equipo 1    | Res.  | Equipo 2    | Set 1 | Set 2 | Set 3 | Set 4 | Set 5 | Total     | Reporte |
| ----------- | ----- | ----------- | ----- | ----------- | ----- | ----- | ----- | ----- | ----- | --------- | ------- |
| 28 de marzo | 14:00 | Puerto Rico | 2 – 3 | Chile       | 18-25 | 25-19 | 25-23 | 16-25 | 16-18 | 100 – 110 | Reporte |
| 29 de marzo | 18:00 | Chile       | 1 – 3 | Argentina   | 21-25 | 20-25 | 28-26 | 18-25 |       | 87 – 101  | Reporte |
| 30 de marzo | 19:00 | Argentina   | 3 – 0 | Puerto Rico | 25-14 | 25-13 | 25-9  |       |       | 75 – 36   | Reporte |

### Grupo B
| Pos. | Equipo     | Partidos | Partidos | Partidos | Pts. | Sets | Sets | Sets  | Puntos | Puntos | Puntos |
| Pos. | Equipo     | PJ       | PG       | PP       | Pts. | SG   | SP   | Ratio | PG     | PP     | Ratio  |
| ---- | ---------- | -------- | -------- | -------- | ---- | ---- | ---- | ----- | ------ | ------ | ------ |
| 1    | Cuba       | 2        | 2        | 0        | 9    | 172  | 122  | 1.410 | 6      | 1      | 6.000  |
| 2    | Colombia   | 2        | 1        | 1        | 6    | 164  | 142  | 1.155 | 4      | 3      | 1.333  |
| 3    | Costa Rica | 2        | 0        | 2        | 0    | 78   | 150  | 0.520 | 0      | 6      | 0.000  |

| Fecha       | Hora  | Equipo 1   | Res.  | Equipo 2   | Set 1 | Set 2 | Set 3 | Set 4 | Set 5 | Total   | Reporte |
| ----------- | ----- | ---------- | ----- | ---------- | ----- | ----- | ----- | ----- | ----- | ------- | ------- |
| 28 de marzo | 21:55 | Cuba       | 3 – 0 | Costa Rica | 25-13 | 25-7  | 25-13 |       |       | 75 – 33 | Reporte |
| 29 de marzo | 20:51 | Colombia   | 1 – 3 | Cuba       | 22-25 | 21-25 | 25-22 | 21-25 |       | 89 – 97 | Reporte |
| 30 de marzo | 14:00 | Costa Rica | 0 – 3 | Colombia   | 15-25 | 15-25 | 15-25 |       |       | 45 – 75 | Reporte |

### Grupo C
| Pos. | Equipo               | Partidos | Partidos | Partidos | Pts. | Sets | Sets | Sets  | Puntos | Puntos | Puntos |
| Pos. | Equipo               | PJ       | PG       | PP       | Pts. | SG   | SP   | Ratio | PG     | PP     | Ratio  |
| ---- | -------------------- | -------- | -------- | -------- | ---- | ---- | ---- | ----- | ------ | ------ | ------ |
| 1    | República Dominicana | 3        | 3        | 0        | 14   | 246  | 136  | 1.809 | 9      | 1      | 9.000  |
| 2    | México               | 3        | 2        | 1        | 11   | 217  | 172  | 1.262 | 7      | 3      | 2.333  |
| 3    | Uruguay              | 3        | 1        | 2        | 3    | 185  | 246  | 0.752 | 3      | 8      | 0.375  |
| 4    | Guatemala            | 3        | 0        | 3        | 2    | 165  | 259  | 0.637 | 2      | 9      | 0.222  |

| Fecha       | Hora  | Equipo 1             | Res.  | Equipo 2             | Set 1 | Set 2 | Set 3 | Set 4 | Set 5 | Total    | Reporte |
| ----------- | ----- | -------------------- | ----- | -------------------- | ----- | ----- | ----- | ----- | ----- | -------- | ------- |
| 28 de marzo | 17:25 | República Dominicana | 3 – 0 | Uruguay              | 25-14 | 25-9  | 25-14 |       |       | 75 – 37  | Reporte |
| 28 de marzo | 19:20 | México               | 3 – 0 | Guatemala            | 25-15 | 25-8  | 25-12 |       |       | 75 – 35  | Reporte |
| 29 de marzo | 14:00 | Uruguay              | 0 – 3 | México               | 12-25 | 9-25  | 20:25 |       |       | 41 – 75  | Reporte |
| 29 de marzo | 16:00 | Guatemala            | 0 – 3 | República Dominicana | 10-25 | 10-25 | 12-25 |       |       | 32 – 75  | Reporte |
| 30 de marzo | 16:10 | Uruguay              | 3 – 2 | Guatemala            | 23-25 | 20-25 | 26-24 | 25-16 | 15-6  | 109 – 96 | Reporte |
| 30 de marzo | 21:00 | República Dominicana | 3 – 1 | México               | 25-15 | 25-18 | 21-25 | 25-9  |       | 96 – 67  | Reporte |

### Fase final

#### Clasificación 7.º al 10.º puesto
|  | Semifinales 7.º al 10.º puesto | Semifinales 7.º al 10.º puesto |   |            | Partido 7.º y 8.º puesto  | Partido 7.º y 8.º puesto |  |
|  |                                |                                |   |            |                           |                          |  |
|  |                                |                                |   |            |                           |                          |  |
|  | Uruguay                        | 2                              |   |            |                           |                          |  |
|  | Costa Rica                     | 3                              |   |            |                           |                          |  |
|  |                                |                                |   |            |                           |                          |  |
|  |                                |                                |   |            |                           |                          |  |
|  |                                |                                |   |            | Uruguay                   | 3                        |  |
|  |                                | Guatemala                      | 2 |            |                           |                          |  |
|  |                                |                                |   |            |                           |                          |  |
|  |                                |                                |   |            |                           |                          |  |
|  |                                |                                |   |            | Partido 9.º y 10.º puesto |                          |  |
|  |                                |                                |   |            |                           |                          |  |
|  | Puerto Rico                    | 3                              |   | Costa Rica | 0                         |                          |  |
|  | Guatemala                      | 0                              |   |            | Puerto Rico               | 3                        |  |

##### Semifinales 7.º al 10.º puesto
| Fecha       | Hora  | Equipo 1    | Res.  | Equipo 2   | Set 1 | Set 2 | Set 3 | Set 4 | Set 5 | Total    | Reporte |
| ----------- | ----- | ----------- | ----- | ---------- | ----- | ----- | ----- | ----- | ----- | -------- | ------- |
| 31 de marzo | 14:00 | Uruguay     | 2 – 3 | Costa Rica | 22-25 | 12-25 | 25-22 | 25-17 | 7-15  | 91 – 104 | Reporte |
| 31 de marzo | 16:41 | Puerto Rico | 3 - 0 | Guatemala  | 25-14 | 25-16 | 25-17 |       |       | 75 – 47  | Reporte |

##### Partido por el 9.° y 10.° puesto
| Fecha      | Hora  | Equipo 1 | Res.  | Equipo 2  | Set 1 | Set 2 | Set 3 | Set 4 | Set 5 | Total     | Reporte |
| ---------- | ----- | -------- | ----- | --------- | ----- | ----- | ----- | ----- | ----- | --------- | ------- |
| 1 de abril | 14:00 | Uruguay  | 3 – 2 | Guatemala | 25-22 | 16-25 | 25-17 | 21-25 | 15-12 | 102 – 101 | Reporte |

#### Partido por el 7.° y 8.° puesto
| Fecha      | Hora  | Equipo 1   | Res.  | Equipo 2    | Set 1 | Set 2 | Set 3 | Set 4 | Set 5 | Total   | Reporte |
| ---------- | ----- | ---------- | ----- | ----------- | ----- | ----- | ----- | ----- | ----- | ------- | ------- |
| 1 de abril | 16:00 | Costa Rica | 0 – 3 | Puerto Rico | 9-25  | 20-25 | 21-25 |       |       | 50 – 75 | Reporte |

#### Clasificación 1.º al 6.º puesto
|  |                          |                          |                          |  |  | Cuartos de final | Cuartos de final | Cuartos de final |  |  | Semifinales | Semifinales     | Semifinales |  |  | Final                     | Final                     | Final                     |
|  |                          |                          |                          |  |  |                  |                  |                  |  |  |             |                 |             |  |  |                           |                           |                           |
|  |                          |                          |                          |  |  |                  |                  |                  |  |  |             | Rep. Dominicana | 2           |  |  |                           |                           |                           |
|  | Partido 5.º y 6.º puesto | Partido 5.º y 6.º puesto | Partido 5.º y 6.º puesto |  |  | 2A               | Colombia         | 3                |  |  | 2A          | Colombia        | 3           |  |  |                           |                           |                           |
|  |                          |                          |                          |  |  | 3B               | México           | 1                |  |  |             |                 |             |  |  | 1A                        | Colombia                  | 3                         |
|  | 3B                       | México                   | 3                        |  |  |                  |                  |                  |  |  |             |                 |             |  |  | 2A                        | Cuba                      | 0                         |
|  | 3A                       | Chile                    | 0                        |  |  |                  |                  |                  |  |  |             | Argentina       | 2           |  |  |                           |                           |                           |
|  |                          |                          |                          |  |  | 2B               | Cuba             | 3                |  |  | 2B          | Cuba            | 3           |  |  | Partido 3.er y 4.º puesto | Partido 3.er y 4.º puesto | Partido 3.er y 4.º puesto |
|  |                          |                          |                          |  |  | 3A               | Chile            | 0                |  |  |             |                 |             |  |  |                           |                           |                           |
|  |                          |                          |                          |  |  |                  |                  |                  |  |  |             |                 |             |  |  | 2B                        | Rep. Dominicana           | 3                         |
|  |                          |                          |                          |  |  |                  |                  |                  |  |  |             |                 |             |  |  | 1B                        | Argentina                 | 1                         |

#### Cuartos de final
| Fecha       | Hora  | Equipo 1 | Res.  | Equipo 2 | Set 1 | Set 2 | Set 3 | Set 4 | Set 5 | Total    | Reporte |
| ----------- | ----- | -------- | ----- | -------- | ----- | ----- | ----- | ----- | ----- | -------- | ------- |
| 31 de marzo | 18:52 | Colombia | 3 – 1 | México   | 25-16 | 25-27 | 25-21 | 25-22 |       | 100 – 86 |         |
| 31 de marzo | 21:37 | Cuba     | 3 – 0 | Chile    | 25-17 | 25-20 | 25-14 |       |       | 75 – 51  |         |

#### Semifinales
| Fecha      | Hora  | Equipo 1             | Res.  | Equipo 2 | Set 1 | Set 2 | Set 3 | Set 4 | Set 5 | Total     | Reporte |
| ---------- | ----- | -------------------- | ----- | -------- | ----- | ----- | ----- | ----- | ----- | --------- | ------- |
| 1 de abril | 19:00 | República Dominicana | 2 – 3 | Colombia | 25-10 | 25-22 | 16-25 | 26-28 | 11:15 | 103 – 100 | Reporte |
| 1 de abril | 22:00 | Argentina            | 2 – 3 | Cuba     | 25-20 | 25-27 | 25-18 | 16-25 | 11-15 | 102 – 105 | Reporte |

##### Partido por el 5.º y 6.º puesto
| Fecha      | Hora  | Equipo 1 | Res.  | Equipo 2 | Set 1 | Set 2 | Set 3 | Set 4 | Set 5 | Total   | Reporte |
| ---------- | ----- | -------- | ----- | -------- | ----- | ----- | ----- | ----- | ----- | ------- | ------- |
| 2 de abril | 14:00 | México   | 3 – 0 | Chile    | 25-20 | 25-14 | 25-15 |       |       | 75 – 49 | Reporte |

##### Partido por el3.ery 4.º puesto
| Fecha      | Hora  | Equipo 1             | Res.  | Equipo 2  | Set 1 | Set 2 | Set 3 | Set 4 | Set 5 | Total   | Reporte |
| ---------- | ----- | -------------------- | ----- | --------- | ----- | ----- | ----- | ----- | ----- | ------- | ------- |
| 2 de abril | 16:00 | República Dominicana | 3 – 1 | Argentina | 22-25 | 25-22 | 25-17 | 25-23 |       | 97 – 87 | Reporte |

#### Final
| Fecha      | Hora  | Equipo 1 | Res.  | Equipo 2 | Set 1 | Set 2 | Set 3 | Set 4 | Set 5 | Total   | Reporte |
| ---------- | ----- | -------- | ----- | -------- | ----- | ----- | ----- | ----- | ----- | ------- | ------- |
| 2 de abril | 18:40 | Colombia | 3 – 0 | Cuba     | 25-22 | 25-18 | 25-19 |       |       | 75 – 59 | Reporte |

## Clasificación final
| Pos. | Equipo               |
| ---- | -------------------- |
| 1    | Colombia             |
| 2    | Cuba                 |
| 3    | República Dominicana |
| 4    | Argentina            |
| 5    | México               |
| 6    | Chile                |
| 7    | Puerto Rico          |
| 8    | Costa Rica           |
| 9    | Uruguay              |
| 10   | Guatemala            |

| Colombia Campeón 1º título |

## Clasificados al Mundial 2017
| Bandera de Colombia | Bandera de Cuba | Bandera de México |
| Colombia            | Cuba            | México            |
| ------------------- | --------------- | ----------------- |